# Aissa Edon
Aissa Edon (nascida em 1981/1982) é uma parteira maliana, que vive em Londres e uma ativista contra a mutilação genital feminina (MGF). Desde 2016, ela trabalha com vítimas de MGF na Suíça, na França, na Bélgica e no Reino Unido. Em 2014, ela criou a fundação The Hope Clinic, que aumenta a conscientização sobre a MGF e ajuda mulheres que passaram por essa violência. Em 2016, ela recebeu o prêmio Mary Seacole Scholar Award do Royal College of Nursing e, em 2015, foi uma das 100 mulheres escolhidas pela BBC como as mais inspiradoras do mundo naquele ano.
Aissa Edon foi vítima de mutilação genital feminina aos 6 anos de idade e fala publicamente de sua experiência violenta. Adotada por uma família francesa, ela pôde receber cuidados para as complicações que vivenciava, incluindo problemas psicológicos, infecções do trato urinário e dores crônicas.